# Rájov (Přimda)

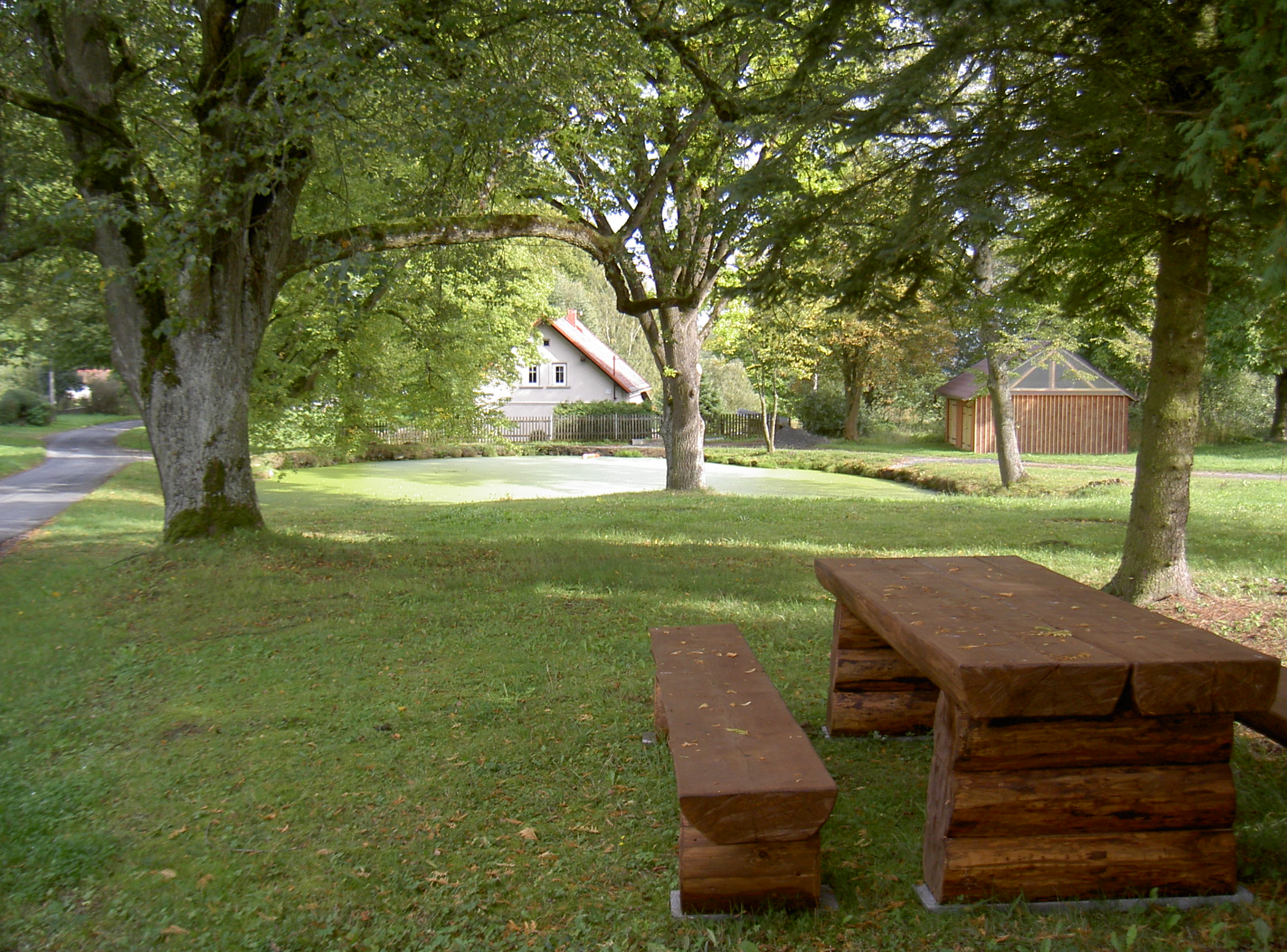
Rájov, Dorfweiher

Rájov (deutsch Rail) ist ein Ortsteil der Stadt Přimda in Tschechien. Es liegt vier Kilometer südlich von Přimda und gehört zum Okres Tachov.

## Geschichte
Rájov wurde 1344 erstmals schriftlich erwähnt.
Von 1869 bis 1918 war Rájov eine selbständige Gemeinde im Bezirk Tachau; seitdem gehört sie zum Okres Tachov.
1961 bis 1979 gehörte Rájov zur Gemeinde Třískolupy und ab dem 1. Januar 1980 zur Gemeinde Přimda.

## Einwohnerentwicklung in Rájov ab 1869
| Jahr | Einwohner | Gebäude |
| ---- | --------- | ------- |
| 1869 | 183       | 35      |
| 1880 | 189       | 37      |
| 1890 | 213       | 38      |
| 1900 | 198       | 39      |
| 1910 | 214       | 38      |
| 1921 | 216       | 38      |
| 1930 | 171       | 40      |

| Jahr | Einwohner | Gebäude |
| ---- | --------- | ------- |
| 1950 | 99        | 20      |
| 1961 | 85        | k. A.   |
| 1970 | 63        | 15      |
| 1980 | 47        | 14      |
| 1991 | 27        | 13      |
| 2001 | 19        | 13      |